# برانگشچک
برانگشچک (به لهستانی:  Brańszczyk) یک روستا در لهستان است که در گمینا برانگشچک واقع شده‌است. برانگشچک ۱٬۱۰۹ نفر جمعیت دارد.